# Musikåret 1957

## Händelser
- 4 februari – Rune Lindblad, Sven-Eric Johanson och Bruno Epstein genomför den för Sverige första konserten med konkret och elektroakustisk musik på Folkets hus i Göteborg.
- 3 mars – Corry Brokens låt Net Als Toen vinner årets upplaga av Eurovision Song Contest för Nederländerna i Frankfurt am Main[1].
- 9 september – Den brittiske rocksångaren Tommy Steele ger en konsert på biografen Anglais i Stockholm, och tumult uppstår med tusentals entusiastiska på Stureplan, dit polis måste kallas in[2]
- November – Philips sista svenska 78-varvsskiva ges ut.[3]
- okänt datum – Flera av svenska skivbolaget Gazells inspelningar säljs till Scandinavian Record Company med skivmärket Sonet.[4]

## Priser och utmärkelser
- Medaljen för tonkonstens främjande – Agne Beijer
- Spelmannen – Sven-Erik Bäck

## Årets album
Vänligen sortera soloartister på efternamn, musikgrupper på förstabokstaven (utan engelskans "The" och "A")
- Chuck Berry – After School Session (debut)
- John Coltrane – Blue Train
- John Coltrane – Coltrane (debut)
- Miles Davis – Miles Ahead
- Billie Holiday – Body and Soul
- Billie Holiday – Ella Fitzgerald & Billie Holiday at Newport
- Billie Holiday – Songs for Distingué Lovers
- Ricky Nelson – Ricky

## Årets singlar & hitlåtar
Vänligen sortera soloartister på efternamn, musikgrupper på förstabokstaven (utan engelskans "The" och "A")
- Paul Anka – Diana
- Brita Borg – Fat Mammy Brown[5]
- The Crickets – That'll Be The Day
- The Crickets – Oh, Boy!
- Danny & The Juniors – At The Hop
- The Everly Brothers – Bye Bye Love
- The Everly Brothers – Wake Up Little Susie
- Buddy Holly – Peggy Sue
- Lars Lönndahl – Cindy min Cindy
- Lars Lönndahl – Kärleksbrev i sanden
- Lars Lönndahl – Hej där
- Lars Lönndahl – Piove
- Ricky Nelson – A Teenager's Romance
- Ricky Nelson – I'm Walkin'
- Ricky Nelson – Be-Bop-Baby
- Elvis Presley – Too Much / Playing For Keeps
- Elvis Presley – All Shook Up
- Elvis Presley – (Let Me Be Your) Teddy Bear / Loving You
- Elvis Presley – Jailhouse Rock / Treat Me Nice
- Povel Ramel – Lingonben
- Frank Sinatra – All The Way
- Gene Vincent – Lotta Lovin'

## Årets sångböcker och psalmböcker
- Evert Taube – 50 visor till luta och gitarr[6]
- Evert Taube – Förlustelse och frid[6]

## Födda
- 1 februari – Dennis Brown, jamaicansk reggaesångare.
- 27 januari – Janick Gers, gitarrist i Iron Maiden.
- 31 januari – Eva Sidén, svensk tonsättare.
- 4 februari – Don Davis, amerikansk filmmusikkompositör.
- 19 februari – Falco, (eg. Hans Hölzel), österrikisk musiker.
- 27 februari – Adrian Smith, gitarrist i Iron Maiden.
- 11 mars – Lena Hoel, svensk operasångare (sopran) och regissör.
- 12 mars – Marlon Jackson, amerikansk skådespelare och musiker, medlem i The Jackson Five.
- 20 mars – Joakim Thåström, svensk punk- och rockikon. Gitarrist och rocksångare.
- 27 mars – John Lidström, svensk tonsättare.
- 4 maj – Soozie Tyrell, amerikansk violinist, medlem i E Street Band 2002-.
- 10 maj – Sid Vicious, brittisk punkrockare, basist i Sex Pistols.
- 17 maj – Göran Gamstorp, svensk tonsättare.
- 23 maj – Baltimora, eg. Jimmy McShane, irländsk musiker.
- 26 juni – Patty Smyth, amerikansk musiker och kompositör.
- 21 augusti – Karin Rehnqvist, svensk tonsättare.
- 26 augusti – Dr Alban, eg. Alban Nwapa, svensk musikartist.
- 7 september – Anders Jormin, svensk jazzbasist och kompositör.
- 12 september – Hans Zimmer, tysk filmmusikkompositör.
- 22 september – Nick Cave, australisk musiker, låtskrivare, poet, författare och skådespelare.
- 30 oktober – Mats Edén, svensk folkmusiker, tonsättare och pedagog.
- 6 november – Lori Singer, amerikansk skådespelare och cellist.
- 19 november
  - Eek-a-Mouse, eg Ripton Hylton, jamaicansk reggaeartist.
  - Ofra Haza, israelisk sångare.
- 10 december – Paul Hardcastle, brittisk musiker.
- 20 december
  - Billy Bragg, artist och kompositör.
  - Anna Vissi, cypriotisk sångare.
- 25 december – Shane MacGowan, irländsk musiker och poet.

## Avlidna
- 16 januari – Arturo Toscanini, 89, italiensk dirigent.
- 2 april – Gustaf Hedström, 73, svensk operettsångare, skådespelare och sång- och talpedagog.
- 5 april – Gustaf Hedberg, 45, svensk skådespelare, sångare och producent.
- 24 maj – Anna Gräber, 69, svensk skådespelare, opera- och operettsångare och sångpedagog.
- 12 juni – Jimmy Dorsey, 53, amerikansk jazzmusiker och orkesterledare.
- 13 juli – Anna Norrie, 97, svensk skådespelare och operettsångare.
- 23 augusti – Lille Bror Söderlundh, 45, svensk tonsättare och vissångare.
- 19 september – Edvard Persson, 69, svensk skådespelare och sångare.
- 20 september – Jean Sibelius, 91, finländsk tonsättare.
- 9 oktober – Gösta Björling, 45, svensk operasångare (tenor).
- 16 oktober – Ralph Benatzky, 70, österrikisk operettkompositör.
- 14 oktober – Natanael Berg, 78, svensk tonsättare och musikadministratör.
- 29 november – Erich Wolfgang Korngold, 60, österrikisk tonsättare.
- 30 november – Beniamino Gigli, 67, italiensk operasångare.

### Fotnoter
1. ↑  Poplight - Eurovision Song Contest.
2. ↑  Sverige 1900-talet – 1957, NE, Bra Böcker, 2000
3. ↑  ”78:or & film”. http://78-varv.atspace.cc/philips.htm. Läst 3 juni 2011.
4. ↑  ”78:or & film”. http://78-varv.atspace.cc/gazell.htm. Läst 3 juni 2011.
5. ↑  ”Fat Mammy Brown”. Svensk mediedatabas. 1 mars 1957. http://smdb.kb.se/catalog/id/001453539. Läst 13 juni 2012.
6. 1 2  ”Evert Taubes visböcker med innehåll”. http://www.abc.se/~m8169/taube/taubevis.html. Läst 23 mars 2011.